# Alfredo Palacios
Alfredo Lorenzo Ramón Palacios, más conocido como Alfredo Palacios (Buenos Aires, 10 de agosto de 1878 - 20 de abril de 1965), fue un abogado, legislador, político y profesor argentino socialista.

## Biografía
Palacios nació en Buenos Aires el 10 de agosto de 1878, bautizado en la Iglesia Nuestra Señora de la Piedad, Ciudad de Buenos Aires, Capital Federal, Argentina el 23 de agosto de 1878 (Año 1878, folio 104), anotado por su madre Ana Ramón, siendo su padre Aurelio Palacios. En la partida de nacimiento figura Alfredo Ramón Palacios, consta que fue reconocido ante el Juzgado de Primera Instancia Civil, secretaría a cargo del Dr. Alfredo Bogetti, siendo el juez Luis F. Posse, para que se rectificara la partida, el 19 de septiembre de 1890. Fue uno de los políticos con mayor influencia en la Argentina del siglo XX junto a Juan Domingo Perón e Hipólito Yrigoyen. Si bien se opuso a ambos presidentes, fue con Juan Domingo Perón con quien mayor discrepancia tuvo, ya que lo denominaba «fascista».
Fue su padre el abogado y periodista uruguayo Aurelio Palacios. Se educó en la fe cristiana que, luego de algunas desilusiones, abandonó. El ambiente de la época, las obras de los grandes teóricos del socialismo como Karl Marx y Friedrich Engels y su percepción de lo argentino y latinoamericano serán los basamentos de su formación y visión de la política que lo guiará toda su vida y accionar.

### Carrera política
Recibido de abogado en la Facultad de Derecho de la Universidad de Buenos Aires, esboza una tesis denominada La miseria en la República Argentina, la cual es rechazada por los hombres de la época; la misma debió ser reemplazada por una tesis sobre quiebras de empresas. En su chapa de abogado establecía: «Dr. Alfredo Lorenzo Palacios atiende gratis a los pobres».
Su figuración en el socialismo se da por los discursos en mítines en los que intervenía y después de varias idas y venidas se afilia al Partido Socialista en el Centro de La Plata.

### El legislador
Se incorporó al Partido Socialista creado por Juan B. Justo en 1896. Triunfó en las elecciones para diputados nacionales del 13 de marzo de 1904, por la circunscripción uninominal de La Boca, reconociéndose como el primer legislador socialista de América. Fue autor de gran parte de la legislación laboral argentina y del libro El Nuevo Derecho. Inspiró la Reforma Universitaria de 1918 y fue designado por el Congreso de Estudiantes Latinoamericanos como Maestro de América.
Para las elecciones que se harían en el año 1904, un grupo de inmigrantes italianos del barrio de La Boca llegan al despacho de abogado del Dr. Palacios y le ofrecen la candidatura a Diputado Nacional por el Partido Socialista por la circunscripción cuatro. La campaña fue febril, casa por casa, conventillo por conventillo: Palacios se detenía en los patios y daba sus discursos en castellano e italiano y un intérprete lo traducía al genovés. El 13 de marzo de 1904, ante una elección en donde dominaba en el resto de la ciudad un clima de fraude de los partidos del régimen, Alfredo Palacios se terminaría alzando con 830 votos.

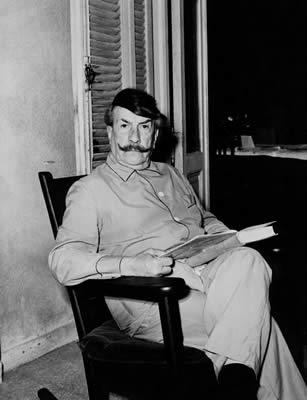
El legislador Alfredo Palacios en 1961.

Fundador del Nuevo Derecho, el derecho de los trabajadores, Alfredo Palacios consigue varias leyes sociales, entre ellas la de sábado inglés, descanso dominical, ley de accidente laboral, ley del trabajo femenino, ley de la silla, estatuto del docente y muchas otras leyes que en distintos períodos fue presentando y logrando que se sancionen.
Su tarea, ya sea como diputado o senador siempre estuvo orientada a los trabajadores, las mujeres, los niños, los ancianos y los jóvenes. También adhirió al movimiento de la Reforma Universitaria que estalló en la ciudad de Córdoba el 15 de junio de 1918.
Abogado, político, profesor universitario, en cualquiera de estos roles siempre defendió con la misma convicción y vehemencia los valores de la igualdad, la libertad y la solidaridad social. Su visión nacionalista del socialismo le valió muchas veces el reconocimiento de que fue él quien introduce el debate de la nacionalidad y de una visión nacional dentro de su partido. Fue quien pregonó que en las marchas el Partido Socialista marche con banderas rojas pero también con banderas argentinas.
Entre sus obras más importantes se encuentran El nuevo derecho, Esteban Echeverría: albacea del pensamiento de Mayo, La miseria, El dolor argentino, Las Islas Malvinas, Archipiélago Argentino y cientos de conferencias y escritos varios. Alfredo Palacios, como diputado, llevó al seno del Congreso la temática de la mujer y el voto femenino por el que venían luchando feministas como Alicia Moreau de Justo, Elvira Rawson, Carolina Muzzilli, Fenia Chertkoff y otras. Fue el autor del primer proyecto de voto femenino en Argentina.

### Mandatos interrumpidos

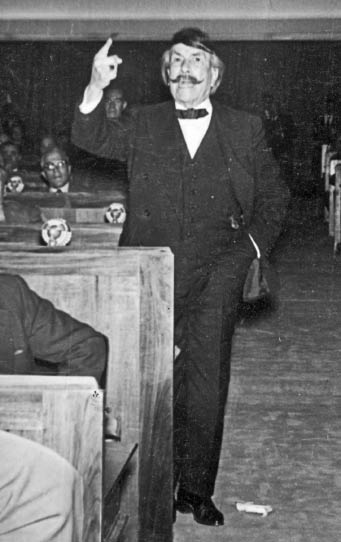
Alfredo Palacios en la Asamblea Constituyente del año 1957 realizada en Santa Fe.

Alfredo Lorenzo Palacios nunca pudo concluir un mandato ya sea por los golpes de estado o por otras circunstancias como la clausura del Congreso por parte del presidente José Figueroa Alcorta en 1908, diez días antes de finalizar su mandato. En el año 1915, por renuncia de este a la banca de diputado luego de ser expulsado del Partido Socialista por batirse a duelo (cosa que estaba prohibida en sus estatutos). En el año 1930 volvería al Partido Socialista para luego ser elegido senador nacional en 1931. Fue elegido nuevamente en 1935, pero su mandato es interrumpido por el golpe de Estado del 4 de junio de 1943 que derrocó al presidente Ramón Castillo.
Durante el gobierno de Perón fue encarcelado, tras el fallido golpe de Estado del general Benjamín Menéndez en septiembre de 1951.
Su nuevo mandato de senador nacional es interrumpido por el golpe de Estado de 1962 que derroca al Presidente Arturo Frondizi. Por último su mandato de diputado nacional también es interrumpido por su fallecimiento, el mandato fue acortado pero pese a ello diez días antes de cumplir el mismo falleció el 20 de abril de 1965.

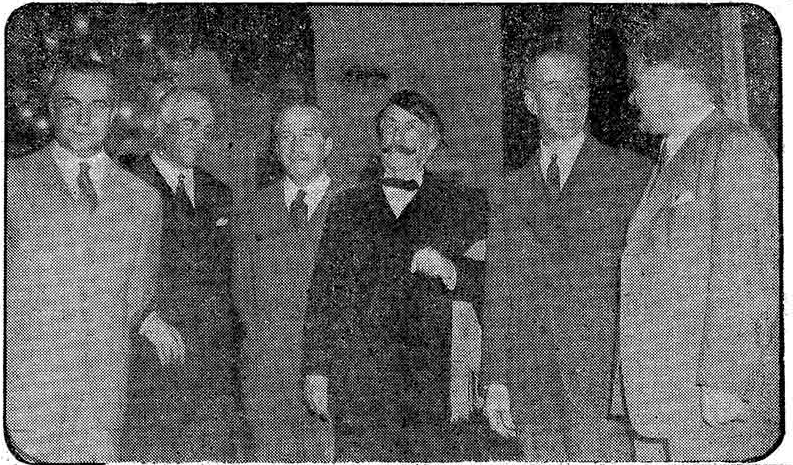
De izquierda a derecha: Carlos Humberto Perette (radical), el ministro de agricultura Alberto Francisco Mercier, Miguel Ángel Zavala Ortiz (radical), Alfredo Palacios (Socialista), el presidente de facto Eduardo Lonardi y el dirigente socialista Américo Ghioldi. 27 de septiembre de 1955

## Embajador en Uruguay
Durante el régimen militar del dictador Eduardo Lonardi es designado embajador en Uruguay. Cuando se producen los fusilamientos del ’56, Palacios reclamó por el cese de las ejecuciones de civiles y militares y se opuso a la pena de muerte. El partido se rompe por las distintas posiciones sobre qué tipo de apoyo dar a la Revolución «Libertadora». Durante esta etapa Alicia Moreau es desplazada de la dirección de La Vanguardia por Américo Ghioldi, y Palacios decide no poner la bandera a media asta ni dejar de trabajar por la muerte del dictador de Nicaragua Anastasio Somoza.

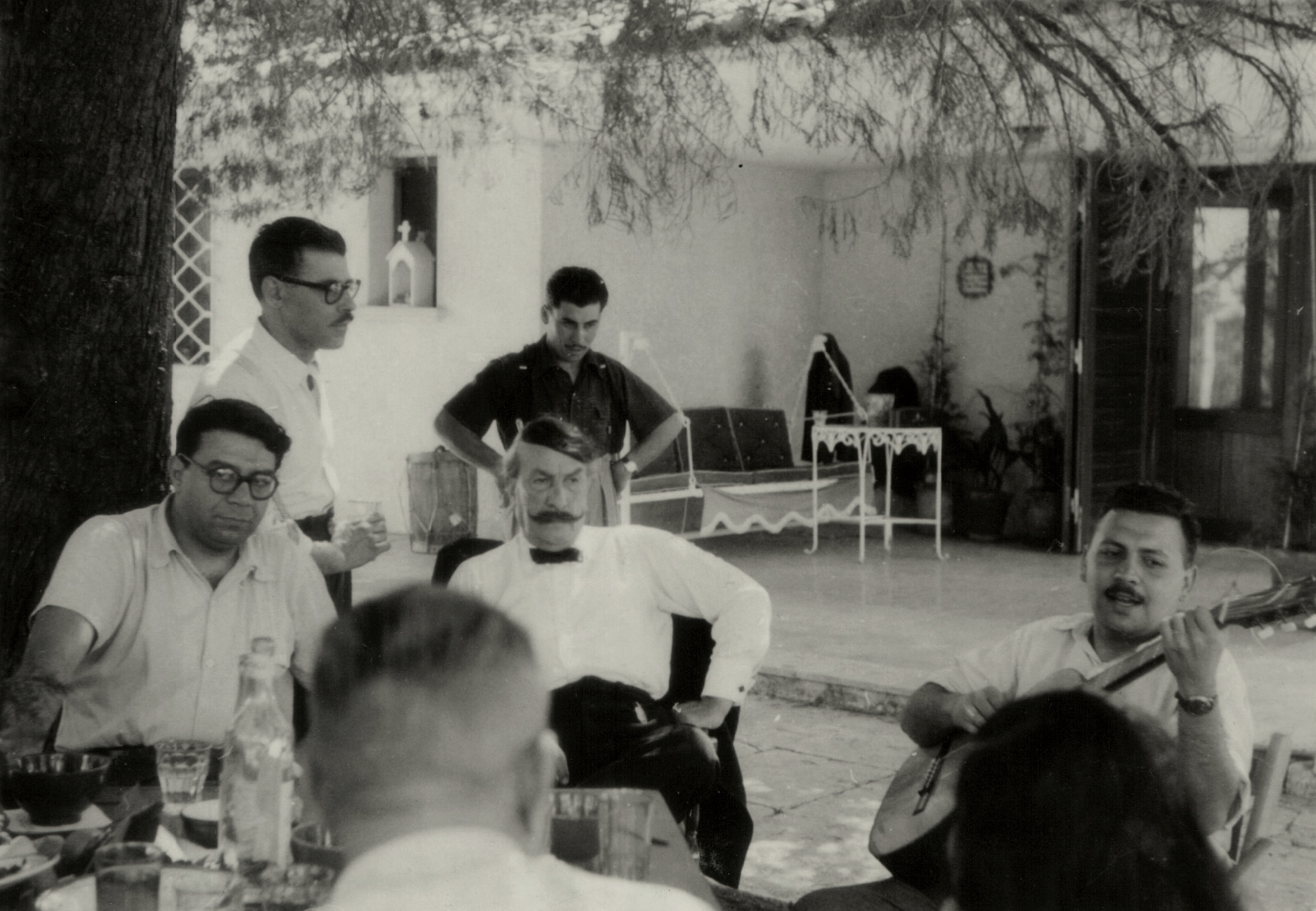
Ariel Ramírez y Alfredo Palacios, Montevideo, 1956.

## Profesor

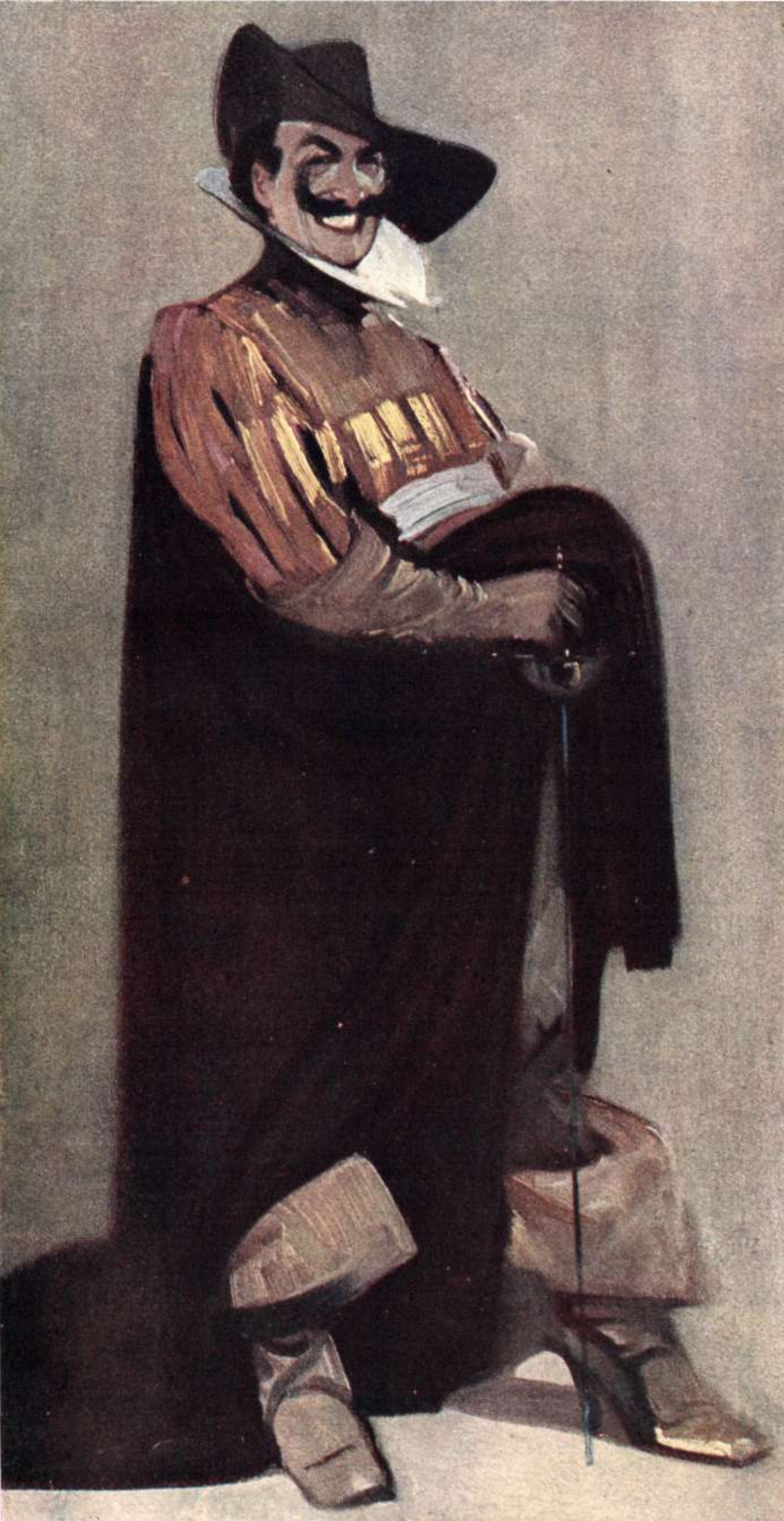
Caricaturizado por Alonso en Caras y Caretas (1918)

Fue profesor de la Universidad de Buenos Aires y rector de la Universidad Nacional de La Plata, fundador de la materia de Derecho del Trabajo y de la Seguridad Social de la Facultad de Ciencias Económicas de la cual él era su titular de cátedra. Al día siguiente de producido el golpe de Estado del 6 de septiembre de 1930 que derrocó al presidente Yrigoyen, Palacios renunció a su cargo de decano de la Facultad de Derecho de la Universidad de Buenos Aires que ejercía desde julio de ese año, afirmando que era “contrario a la Constitución y al espíritu democrático que le inspira, reconocer una Junta impuesta por el ejército”.
Entre los años 1941 y 1943 fue presidente de la Universidad Nacional de La Plata. Su labor como presidente de esta casa de estudios se encuentra compendiada en su libro Espíritu y técnica en la Universidad, de 1943.
Fue convencional constituyente en los años 1956 y 1957 e impulsor del artículo 14 bis. También fue candidato presidencial en el año 1958 con la fórmula Alfredo Palacios - Carlos Sánchez Viamonte. Por aquel entonces la Revolución cubana era el ideal de muchos sectores y el socialismo argentino la vio con suma simpatía, a tal punto que el lema de la campaña presidencial era: «En Cuba los barbudos, en Argentina los bigotudos... vote vote vote vótelo a Bigote». Luego, cuando la Revolución cubana se adhiere al bloque soviético, Palacios critica esta decisión porque siempre concibió incompatible la realización del socialismo sin libertad.

## Fallecimiento

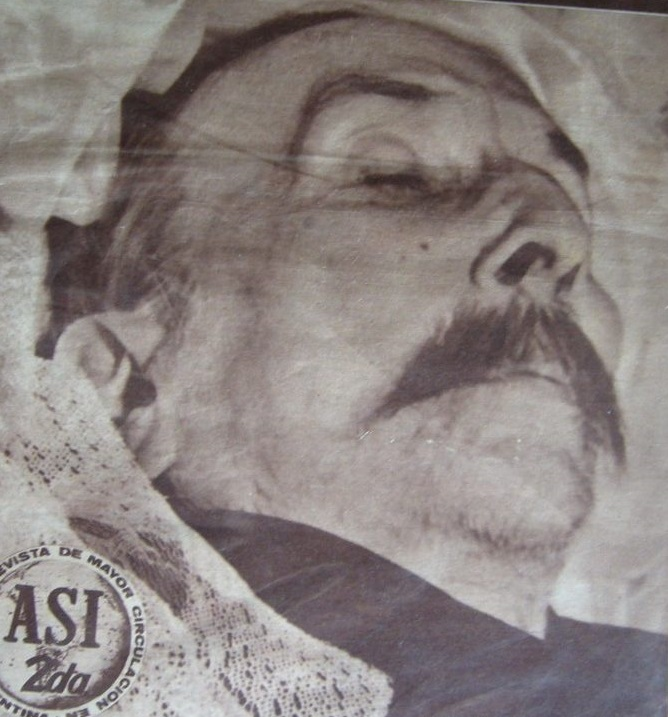
Recorte fotográfico de la Revista Así en el velatorio de Alfredo Palacios.

Su casa, ubicada en la calle Charcas 4741 (en Buenos Aires), estuvo a punto de ser rematada varias veces y solo por la intervención de amigos pudo ser salvada. Hoy funciona allí la Fundación Alfredo Lorenzo Palacios, la que conserva algunos de sus muebles y su enorme biblioteca.
Los restos del legislador Alfredo Palacios que murió el martes 20 de abril de 1965 a las 18:05, descansa en el Cementerio de la Recoleta.